# Guiclan
Guiclan är en kommun i departementet Finistère i regionen Bretagne i västra Frankrike. Kommunen ligger i kantonen Taulé som tillhör arrondissementet Morlaix. År 2022 hade Guiclan 2 564 invånare.

## Befolkningsutveckling
Antalet invånare i kommunen Guiclan
Referens:INSEE